# Mutien-Marie Wiaux
Mutien-Marie Wiaux, FSC, rodným jménem Louis-Joseph Wiaux (20. března 1841, Mellet – 30. ledna 1917, Namur) byl belgický římskokatolický řeholník kongregace Školských bratří a pedagog. Katolická církev jej uctívá jako světce.

## Život

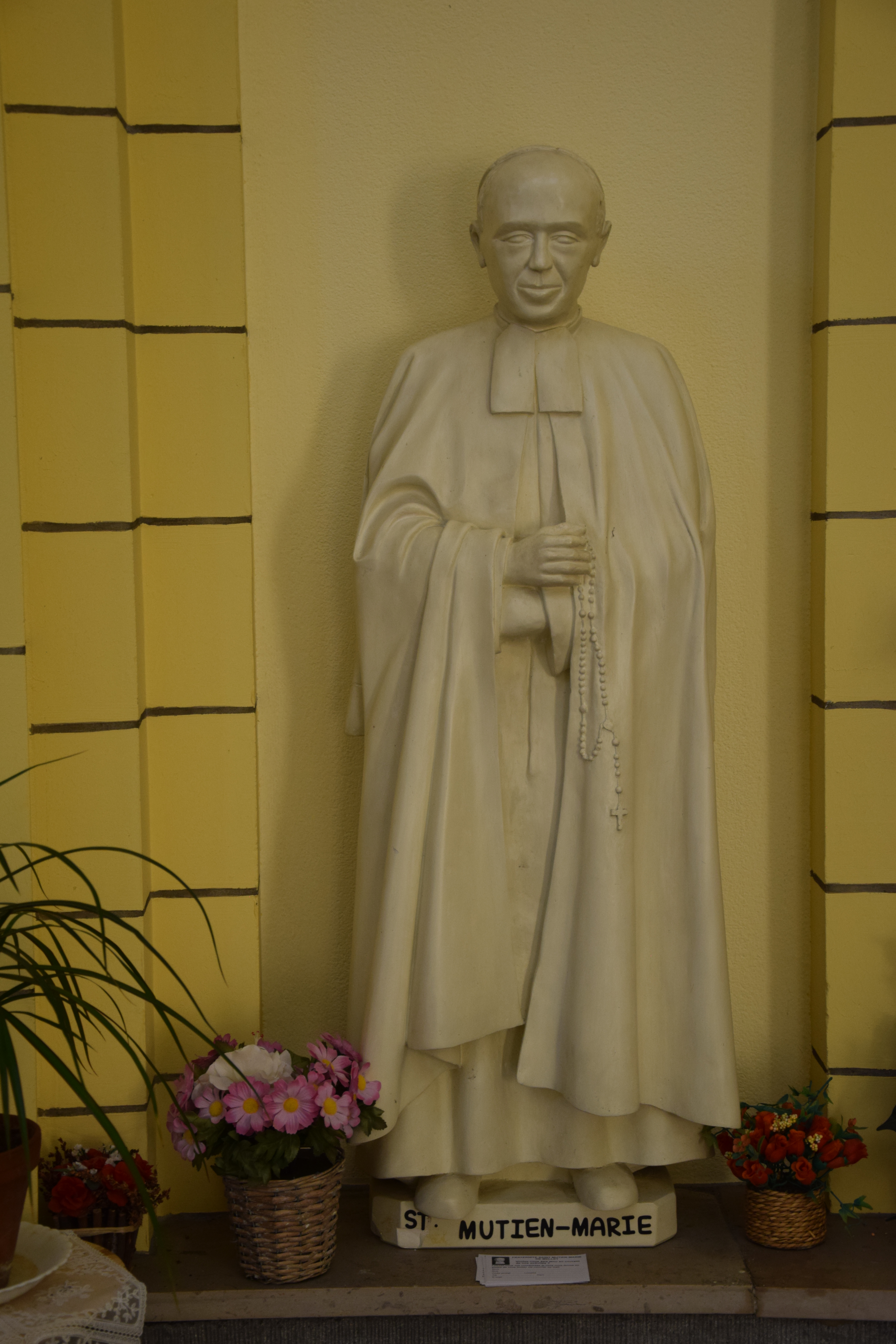
Jeho socha v kostele Saints Cyr et Julitte v Seneffe

Narodil se dne 20. března 1841 v malé vesnici Mellet, dnes součást města Les Bons Villers, do zbožné katolické rodiny. Byl třetím ze šesti dětí. Jeho otec byl kovář, zatímco matka provozovala kavárnu. Po večerní veselosti, kdy si zákazníci užívali pivo a karetní hry, rodina zakončovala den společnou modlitbou růžence.
Jako chlapec byl laskavý, poslušný a vyznačoval se zbožností. Na konci školního dne chodil se svými spolužáky k modlitbám do místního kostela. Po dokončení základní školy pracoval jako učeň v otcově dílně, kde zjistil, že pro tuto kariéru není fyzicky ani povahově způsobilý. V té dob pociťoval povolání k řeholnímu životu, kdy uvažoval následovat svého bratra a vstoupit do Tovaryšstva Ježíšova.
Od místního faráře se dozvěděl o kongregaci Školských bratří, kteří se chystali otevřít školu v nedalekém Gosselies. Setkal se s nimi a rozhodl se do kongregace vstoupit. Dne 7. dubna 1856 zahájil v Namuru svůj noviciát a v červenci následujícího roku přijal řeholní hábit Školských bratří. Přijal řeholní jméno Mutien-Marie, na počest římského mučedníka sv. Muciána. Byl známý svým striktním dodržováním pravidel kongregace i smyslem pro humor.
Dne 8. září 1857 začal učit na základní škole, provozované jeho kongregací, v Chimay, a následující rok byl převelen na další základní školu, Institut Saint-Georges v Bruselu. V roce 1859 se stal učitelem na Institutu Saint-Berthuin, internátní škole ve vesnici Mallone (dnešní součást města Namur). Učil tam dalších 58 let, až do své smrti.
Zpočátku se potýkal s těžkostmi, které způsobovali studenti, kteří vyrušovali a byli nekontrolovatelní. Zprvu byl popisován jako slabý učitel, avšak po čase se ve výuce zlepšil a studenti si jej velmi oblíbili. Vždy byl ochoten pomoci svým studentům, kteří se potýkali s různými těžkostmi. Vyučoval také děti katechismus v místním farním kostele. Svůj volný čas trávil modlitbou před svatostánkem nebo u jeskyně Panny Marie na školním pozemku.
Po celý život se těšil dobrému zdraví až do listopadu 1916, kdy značně onemocněl a byl poslán na domácí ošetřovnu. Snažil se i nadále účastnit modlitebního režimu své řeholní komunity. 26. ledna 1917 byl navzdory své slabosti a velké zimě nalezen, jak se modlí u mřížky před prvními modlitbami bratří toho dne. Jeho představený jej, když viděl jeho zdravotní stav, poslal zpět na ošetřovnu, kterou již nikdy neopustil. Zemřel dne 30. ledna 1917 v Malonne u Namuru, kde byl o dny později byl pohřben na pozemku Školských bratří na zdejším hřbitově.

## Úcta
Jeho beatifikační proces započal dne 8. července 1936, čímž obdržel titul služebník Boží. Dne 4. května 1970 jej papež sv. Pavel VI. podepsáním dekretu o jeho hrdinských ctnostech prohlásil za ctihodného. Dne 13. listopadu 1976 byl uznán zázrak na jeho přímluvu, potřebný pro jeho blahořečení.
Blahořečen pak byl dne 30. října 1977 papežem sv. Pavlem VI. Dne 7. září 1989 byl uznán další zázrak na jeho přímluvu, potřebný pro jeho svatořečení. Svatořečen pak byl dne 10. prosince 1989 v bazilice sv. Petra papežem sv. Janem Pavlem II.
Jeho památka je připomínána 30. ledna. Bývá zobrazován v řeholním oděvu.